# Swiss Re
Swiss Re è uno dei principali fornitori mondiali di assicurazione, riassicurazione e altre forme di trasferimento del rischio basate sull'assicurazione. Con sede a Zurigo, la società opera all'estero con il nome di Swiss Reinsurance Company, ma appare uniformemente sul mercato in tutto il mondo con il nome di Swiss Re. È azionista di Kölner Extremus Versicherung, un assicuratore speciale per i gravi danni causati dal terrorismo.
Le azioni di Swiss Re sono quotate alla Borsa di Zurigo.

## Storia
Il 10-11 maggio 1861, più di 500 case andarono in fiamme nella città di Glarona. Due terzi della città finirono in macerie,  circa 3.000 abitanti rimasero senza tetto. Come l'incendio di Amburgo nel 1842, che portò alla fondazione dei primi riassicuratori professionisti in Germania,  il grande incendio di Glarona nel 1861 mostrò che la copertura assicurativa era totalmente inadeguata in Svizzera in caso di tali catastrofi.
La Compagnia svizzera di riassicurazione di Zurigo fu fondata il 19 dicembre 1863 dalla Helvetia General Insurance Company (ora nota come Helvetia Versicherungen) a San Gallo, dalla Schweizerische Kreditanstalt (Credit Suisse) di Zurigo e dalla Basler Handelsbank (predecessore di UBS AG) a Basilea. Lo statuto della società fu approvato dal governo del Cantone di Zurigo lo stesso giorno. Il capitale della fondazione, versato per il 15%, ammontava a 6 milioni di franchi svizzeri. Il documento ufficiale di fondazione portava la firma del poeta Gottfried Keller, che all'epoca era primo segretario del Cantone di Zurigo.
Swiss Re è stato il principale assicuratore del World Trade Center durante gli attacchi dell'11 settembre che hanno portato a una disputa assicurativa con il proprietario, Silverstein Properties. Nell'ottobre 2006, la corte d'appello di New York si è pronunciata a favore di Swiss Re, affermando che la distruzione delle torri gemelle era un singolo evento piuttosto che due, limitando la copertura a 3,5 miliardi di dollari.
L'attività di amministrazione britannica di Swiss Re è iniziata con l'acquisizione, il 1º luglio 2004, di Life Assurance Holding Corporation.
Il 31 ottobre 2008 Swiss Re ha completato un'acquisizione da 762 milioni di sterline della Life Assurance Company Ltd. controllata da Barclays PLC.
Nel giugno 2014, la società tramite Admin Re ha acquisito l'attività pensionistica del Regno Unito di HSBC Life (UK) Limited per un valore di 4,2 miliardi di sterline.
L'attività Admin Re, che è stata rinominata ReAssure, è stata infine venduta a Phoenix Group Holdings per 3,2 miliardi di sterline nel luglio 2020.
Nel 2009, Warren Buffett ha investito 2,6 miliardi di dollari come parte della raccolta di capitale proprio di Swiss Re. Berkshire Hathaway possiede già una quota del 3%, con diritti di proprietà superiore al 20%. Nel maggio 2016, gli incendi canadesi di Fort McMurray hanno causato danni stimati fino a 10 miliardi di dollari canadesi con Swiss Re che ha avuto la maggiore esposizione tra i riassicuratori, coprendo il 70-80% delle perdite.

## Struttura
Il gruppo Swiss Re opera attraverso una rete di circa 80 uffici e 15.000 dipendenti in tutto il mondo. Swiss Re è organizzata in tre Business Unit, ciascuna con una strategia distinta e una serie di obiettivi che contribuiscono alla missione complessiva del Gruppo:
- Reinsurance: servizi di riassicurazione
- Corporate Solutions: servizi di assicurazione diretta della clientela corporate
- iptiQ: offerta B2B2C di soluzioni assicurative su misura